# Letališče Novi Sad
Letališče Novi Sad (srbska cirilica Аеродром Ченеј, latinica Aerodrom Čenej) je letališče v Srbiji, ki primarno oskrbuje Novi Sad.